# Nicklas Kroon
Nicklas Kroon (Karlstad, 5 febbraio 1966) è un ex tennista svedese.

## Carriera
In carriera ha vinto un titolo nel singolare, il Queensland Open nel 1989. Nei tornei del Grande Slam ha ottenuto il suo miglior risultato raggiungendo il quarto turno nel singolare all'Open di Francia nel 1990.

## Statistiche

### Singolare

#### Vittorie (1)
| Numero | Anno           | Torneo                    | Superficie | Avversario in finale | Punteggio     |
| 1.     | 8 ottobre 1989 | Queensland Open, Brisbane | Cemento    | Mark Woodforde       | 4-6, 6-2, 6-4 |

### Doppio

#### Finali perse (1)
| Numero | Anno           | Torneo               | Superficie  | Compagno      | Avversari in finale        | Punteggio     |
| 1.     | 17 luglio 1988 | Swedish Open, Båstad | Terra rossa | Stefan Edberg | Patrick Baur Udo Riglewski | 7-6, 3-6, 6-7 |